# ゲオルク・ハインリッヒ・フォン・ラングスドルフ

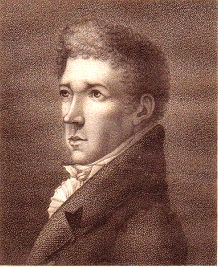
ゲオルク・ハインリッヒ・フォン・ラングスドルフ

ゲオルク・ハインリッヒ・フォン・ラングスドルフ（Georg Heinrich von Langsdorff, Baron de Langsdorff, 露：Григорий Иванович Лангсдорф／グリゴーリー・イワノヴィッチ・ラングスドルフ, 1774年4月8日 - 1852年6月8日）は、ドイツ生まれで、ロシア帝国で働いた博物学者である。アーダム・ヨハン・フォン・クルーゼンシュテルンが率いたロシア艦隊の世界周航航海に参加した。また、1827年からロシアによるブラジル探検を率いた。

## 経歴
ナッサウ＝ウジンゲン侯国（現ラインラント＝プファルツ州）のヴェルシュタインで、バーデン大公国の裁判所の副長官を務めた地方官吏の父親のもとに生まれた。ゲッティンゲン大学で医学と自然科学を学び、1797年に23歳で博士号を得た。ヴァルデック侯国の軍隊のリスボン攻撃に医師として参加し、後に対スペイン戦争の同盟軍のために働いた。アミアンの和約の後ドイツに戻り、ロシアの科学者たちと知り合ったことにより、1803年から行われたクルーゼンシュテルンの世界周航航海に参加することになった。ラングスドルフはカムチャツカで艦隊から離れ、アリューシャン列島、アラスカ沿岸の島を探検してサンフランシスコに至り、シベリアに船で戻り、1908年に陸路でサンクトペテルブルクに帰還した。この旅の記録は1912年に Bemerkungen auf einer Reise um die Welt in den Jahren 1803 bis 1807（「1803年から1807年の世界旅行について」）2巻として発表された。帰国後、サンクトペテルブルク科学アカデミーの非常勤評議員に任じられた。
1813年にリオデジャネイロの総領事に任じられ、現地に農園を購入し、植物や動物、鉱物のコレクションを作った。ブラジルを訪れたヨハン・バプチスト・フォン・スピックスやカール・フリードリヒ・フィリップ・フォン・マルティウスを招き、オーギュスタン・サンティレールとミナスジェライス州で動植物の採集を行った。
1821年にブラジルのアマゾン川を遡上してパラー州に至る本格的な調査をロシア皇帝アレクサンドル1世と科学アカデミーに提案して認められた。多くの学者を集め、1826年6月に7隻の船で40人の隊員と出発し、1827年1月にマットグロッソ州で2隊に分かれた。ラングスドルフの隊は7月にサンタレンに達したが、ラングスドルフ自身を含む大部分の隊員が熱帯病に罹患し、水死者も出たため、ラングスドルフは探検を中断しドイツに戻ることを余儀なくされた。ラングスドルフの離脱後も続けられたこの探検で集められた標本はサンクトペテルブルクの博物館、クンストカメラに収蔵された。1852年にフライブルク・イム・ブライスガウでチフスにより死去。
ラングスドルフのブラジル探検プロジェクトの記録文書は彼の生前に出版されることはなかったが、100年後の1930年代にソビエト連邦の研究者によって再発見された。

## 日本
ラングスドルフは日本の滞在について記録している。彼はロシアと日本との通商関係を構築する意図で長崎へ向かうニコライ・レザーノフの遠征に通訳として同行し、通商交渉にも参加した。当時の長崎の町や日本人との交流が詳細に記録されており、文化や生活様式を生き生きと描写している。ラングスドルフによる日本滞在中のスケッチは、長崎の風景や日本人の生活様式を描写し、銅板像として『世界周航記』に収録され、19世紀ヨーロッパにおける日本人物像の典型として高く評価され、多くの書物に転載されている。

## 著作
- Bemerkungen auf einer Reise um die Welt in den Jahren 1803 bis 1807, 2 Bände, Frankfurt am Main 1812 (; auch  Gekürzte Version als E-Text)
- Bemerkungen über Brasilien. Mit gewissenhafter Belehrung für auswandernde Deutsche, Heidelberg 1821 (Digitalisat ist bei der SUB Göttingen in Bearbeitung)